# The stones of wisdom
The stones of wisdom is een studioalbum van Gandalf. Dit album werd van mei tot augustus 1992 opgenomen in zijn toen nieuwe geluidsstudio Seagull Music in Oostenrijk. Gandalf liet zich inspireren door het boek Die Steine der Weisen van de Oostenrijker van Ierse komaf Ronald P. Vaughan, dat in 1992 verscheen.

## Musici
- Gandalf – alle muziekinstrumenten behalve
- Peter Aschenbrenner – dwarsfluit, klarinet, sopraansaxofoon
- Sepp Pichler – Uilleann pipes
- Erich Buchebner – fretloze basgitaar op Wings of love

## Muziek
Coraminock is de hoofdpersoon van het boek, Simades is zijn leermeester, Mên-an-Tol is een monument.

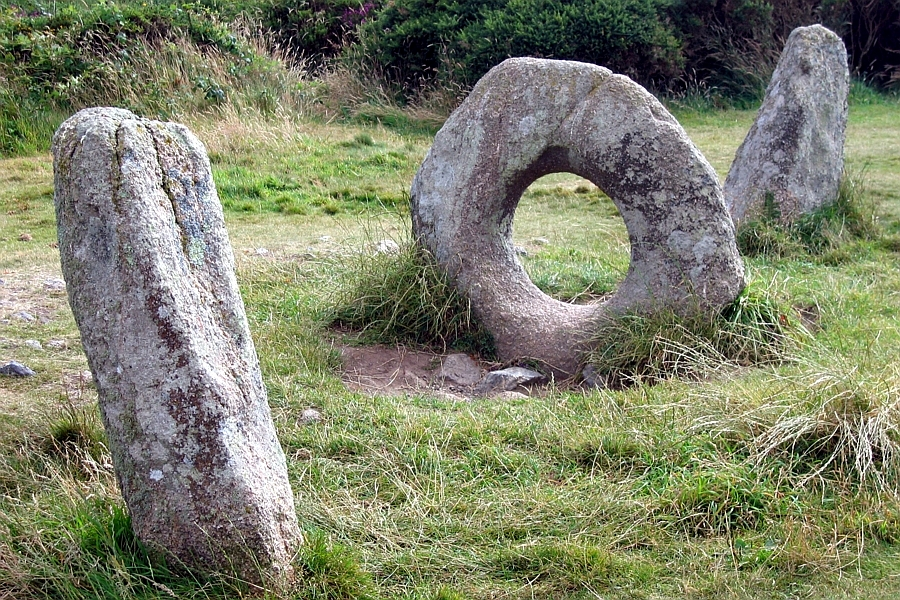
Mên-an-Tol

| Nr. | Titel                                                                | Duur |
| --- | -------------------------------------------------------------------- | ---- |
| 1.  | The lonesome wanderer (Coraminock’s theme) (Coraminock’s theme)      | 4:42 |
| 2.  | Secret of the ancient tree (incl Roots in mother earth, head in sky) | 8:49 |
| 3.  | Questions of the heart                                               | 1:52 |
| 4.  | Simades, a guide on the path to wisdom                               | 2:33 |
| 5.  | Words of silence                                                     | 1:10 |
| 6.  | Roads of Atlantis                                                    | 7:00 |
| 7.  | Talk with the spirits of the sea                                     | 3:38 |
| 8.  | Astral excursion                                                     | 3:59 |
| 9.  | Dance of exctasy                                                     | 3:48 |
| 10. | Stones of wisdom                                                     | 5:49 |
| 11. | The light                                                            | 0:48 |
| 12. | The ageless beauty of Magaia                                         | 6:09 |
| 13. | Mên-an-Tol, the healing stone                                        | 1:04 |
| 14. | To a different shore                                                 | 1:56 |
| 15. | Ritual night at the stonecircle (incl. The processions)              | 4:29 |
| 16. | Wings of love (Osjame’s theme)                                       | 5:05 |
| 17. | Servants of darkness-Servants of light                               | 5:24 |
| 18. | Morning of peace                                                     | 1:48 |
| 19. | Source of life                                                       | 5:48 |